# Kielecki Obszar Chronionego Krajobrazu
Kielecki Obszar Chronionego Krajobrazu skrótowo zwany KOChK to jedna z form ochrony przyrody na terenie miasta Kielce przewidziana w art. 6. pkt 4. Ustawy z dnia 16 kwietnia 2004 roku o ochronie przyrody (Dz.U. z 2022 r. poz. 916). Ten obszar chronionego krajobrazu powstał z chwilą wejścia w życie „Uchwały Rady Miejskiej w Kielcach z dn. 27 lipca 2006 r. w sprawie ustanowienia Kieleckiego Obszaru Chronionego Krajobrazu”, co miało miejsce 16 października tego samego roku.
KOChK obejmuje swoim zasięgiem 3856,1415 ha powierzchni miasta, a w jego skład wchodzą:
- Dolina Bobrzy (730,7540 ha)
- Dolina Sufragańca (886,3736 ha)
- Dolina Silnicy (888,2587 ha)
- Grzbiet Szydłówkowski (348,9260 ha)
- Dolina Lubrzanki (872,1950 ha)
- Parki miejskie i skwery (o łącznej powierzchni 129,6342 ha)

W granicach KOChK wyróżnić można cztery strefy krajobrazowe różniące się między sobą zakresem działań ochronnych:
- tereny dolin rzecznych i cieków wodnych, narażone na zalewanie wielkimi wodami, pełniące funkcje korytarzy ekologicznych pomiędzy obszarami chronionymi,
- tereny ekosystemów leśnych, muraw i zarośli kserotermicznych, istniejącej i planowanej do urządzenia zieleni miejskiej, cmentarzy oraz ogrodów działkowych,
- tereny rolne, tereny istniejącej i planowanej zabudowy, rekreacji, sportu i wypoczynku wraz z zielenią towarzyszącą,
- parki[2].

Na terenie KOChK stwierdzono występowanie 1095 dziko rosnących gatunków roślin naczyniowych, w tym: 84 gatunki podlegające całkowitej ochronie, 24 gatunki podlegające ochronie częściowej oraz 90 gatunków rzadkich i zagrożonych wyginięciem.
Fauna obszaru obejmuje m.in. 39 gatunków ssaków, 221 gatunków ptaków, 14 gatunków gadów, 13 gatunków płazów, 86 gatunków motyli.
W granicach KOChK znajdują się 4 rezerwaty przyrody: Karczówka, Kadzielnia, Wietrznia im. Zbigniewa Rubinowskiego i Rezerwat Skalny im. Jana Czarnockiego. Niewielki fragment swojego terytorium w zachodniej części Kielc KOChK współdzieli z sąsiednim Chęcińsko-Kieleckim Parkiem Krajobrazowym.
Nadzór nad KOChK sprawuje Zarząd Województwa Świętokrzyskiego.